# Koszmosz–289
Koszmosz–289 (oroszul: Космос 289) Koszmosz műhold, a szovjet műszeres műhold-sorozat tagja. Harmadik generációs Zenyit–4 felderítő műhold.

## Küldetés
Meghatározott űrkutatási és katonai programot hajtott végre. Kialakított pályasíkja mentén fototechnikai felderítést, műszereivel atomkísérletek ellenőrzését végezte. Technikai eszközeivel meteorológiai előrejelzést elősegítő fotófelvételeket is készített.

## Jellemzői
Az OKB–1 központi tervezőirodában kifejlesztett, ellenőrzése alatt gyártott műhold. A Zenyit–4 (oroszul: Зенит-4) GRAU-kódja (11F69) ember szállítására kifejlesztett űreszköz, hasznos terében helyezték el a műszereket.  Üzemeltetője a moszkvai MO (Министерство обороны) minisztérium.
1969. július 10-én a Pleszeck űrrepülőtérről egy Voszhod (11A57) típusú hordozórakétával juttatták Föld körüli, közeli körpályára. Az orbitális egység pályája 89,6 perces, 65,4 fokos hajlásszögű, elliptikus pálya perigeuma 193 kilométer, apogeuma 323 kilométer volt. Hasznos tömege 4730 kilogramm. A sorozat felépítését, szerkezetét, alapvető fedélzeti rendszereit tekintve egységesített, szabványosított tudományos-kutató űreszköz. Áramforrása kémiai akkumulátor, szolgálati élettartama 10 nap.
A Koszmosz–288 programját folytatta. A visszatérő modul 3100 kilogramm, átmérője 2.3 méter, térfogata 5.2 köbméter. Itt helyezték el a kamerákat (fényképezőgépeket). Fotóberendezése Ftor-4 (oroszul: Фтор-4) nagy pontosságú (3000 milliméter/3-5 méter közötti felbontású) képeket készített. A filmek több ezer kép befogadására voltak alkalmasak. Szolgálati ideje maximum 10 nap.
1969. július 15-én, 5 napos szolgálati idő után, földi parancsra belépett a légkörbe és hagyományos – ejtőernyős leereszkedés – módon visszatért a Földre.